# Elfried Hasler
Elfried Hasler (* 11. Juni 1965 in Eschen) ist ein liechtensteinischer Politiker (FBP) und war von 2013 bis 2021 Abgeordneter im liechtensteinischen Landtag.

## Biografie
Hasler wuchs in Gamprin auf. Er ist absolvierte eine Ausbildung zum Betriebsökonom HWV. Danach absolvierte er Weiterbildungen zum Finanz- und Anlageexperte, sowie zum Finanzanalytiker und Vermögensverwalter. Er arbeitete mehr als zwanzig Jahre für Finanzdienstleistungsunternehmen in Liechtenstein, der Schweiz und in Österreich. Von 2000 bis Ende Juni 2011 gehörte er der Geschäftsleitung der Liechtensteinischen Landesbank, für die er seit 1997 tätig war, an.
Im Februar 2013 wurde Hasler erstmals für die Fortschrittliche Bürgerpartei (FBP) in den Landtag des Fürstentums Liechtenstein gewählt. Im Februar 2017 erfolgte seine Wiederwahl. Als Abgeordneter ist er seit 2014 Delegationsleiter in der liechtensteinischen Delegation für die EFTA/EWR-Parlamentarier-Komitees und war von 2013 bis 2017 Stellvertreter in der liechtensteinischen Delegation bei der Organisation für Sicherheit und Zusammenarbeit in Europa (OSZE). Nach dem Rücktritt von Alexander Batliner wurde er im Dezember 2013 Interims-Parteipräsident der FBP. Im April 2015 wurde er von Thomas Banzer als Parteipräsident abgelöst. Bei der Landtagswahl im Februar 2021 trat er nicht mehr an und schied damit aus dem Landtag aus.
Am 12. Juli 1992 ging Hasler die Ehe mit Myriam Quaderer (* 5. November 1962) ein. Aus der Ehe gingen zwei Töchter hervor.